# Graphiphora inopinata
Graphiphora inopinata là một loài bướm đêm trong họ Noctuidae.